# Robot Rock
Robot Rock – jest pierwszym singlem z albumu Daft Punk, Human After All.

## Lista utworów
- CD VSCDX1897

1. "Robot Rock" (Radio Edit)
2. "Robot Rock" (Soulwax Remix)
3. "Robot Rock" (Maximum Overdrive)
4. "Robot Rock"

- 12" VST1897

1. "Robot Rock"
2. "Robot Rock" (Soulwax Remix)
3. "Robot Rock" (Maximum Overdrive)
4. "Rockapella"

## Poyzcje na listach
| Listy (2008)                       | Najwyższa pozycja |
| ---------------------------------- | ----------------- |
| Finnish Singles Chart              | 12                |
| French SNEP Singles Chart          | 79                |
| Spanish Singles Chart              | 17                |
| UK Singles Chart                   | 32                |
| U.S. Billboard Hot Dance Club Play | 15                |